# ツェペリナイ
ツェペリナイ （"zeppelins"、数：cepelinas）またはdidžkukuliaiは、すりおろして潰したジャガイモから作られたダンプリングで、ひき肉、ドライカードチーズ、マッシュルームを詰めたもの。リトアニアの郷土料理とされており、通常はメインディッシュとして提供される。 
ツェッペリン飛行船の形状に似ていることから名付けられた。ツェペリナイは通常約10〜20cmだが、サイズは地方によって異なる。リトアニアの西部では、東部よりも大きく作られる。 ジェマイティヤではツェペリナイはツェペリナcepelināと呼ばれている。
ツェペリナイは茹でた後、サワークリームソースとみじん切りのベーコンまたは豚の皮と一緒に供される。
かつてのリトアニア大公国の領土であったスヴァウキ地方では、kartaczとして知られている。ポドラシェ県の料理の一部である。
同様の料理には、ポーランドのpyzy 、スウェーデンのクロップカーカ 、アカディアンのプーティンrâpée 、ノルウェーのraspeball 、ドイツのクネーデル 、イタリアのcanederliなどがある。

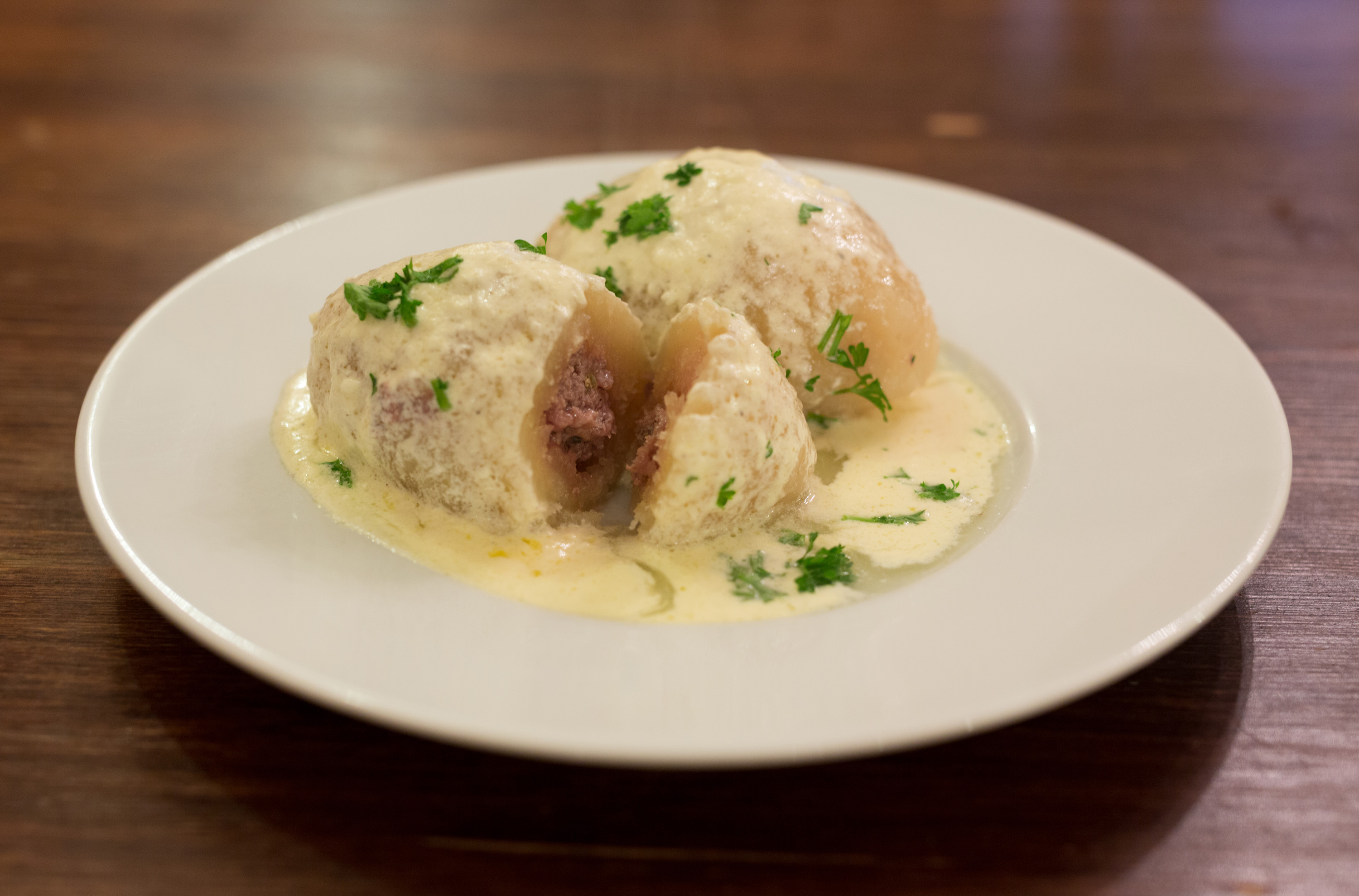
ひき肉のツェペリナイ
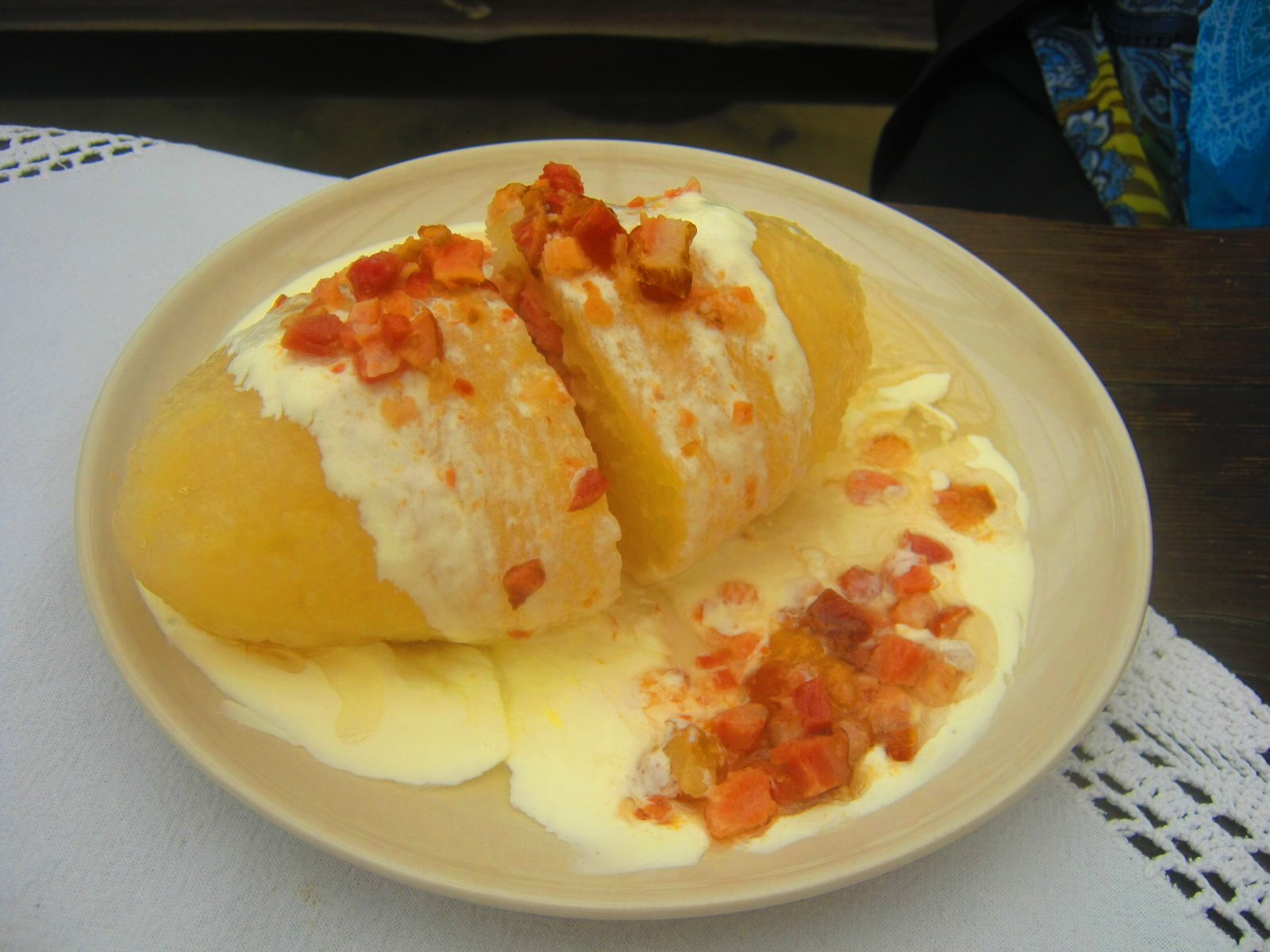
spirgai（豚の皮）を添えた大きなツェペリナイ